# مارها و تیرها
«مارها و تیرها» آلبومی از راش است که در سال ۲۰۰۷ میلادی منتشر شد.